# Roverè Veronese
Roverè Veronese är en ort och kommun i provinsen Verona i regionen Veneto i Italien. Kommunen hade 2 099 invånare (2018).